# سلیم الیعقوبی
ابوالاقبال سلیم الیعقوبی (۱۸۸۰ – ۱۹۴۱) فقیه مسلمان، شاعر و نویسندهٔ عثمانی فلسطینی بود. او در شهر لُد در نزدیکی یافا به دنیا آمد و در آنجا تحصیل کرد. سپس به الازهر در قاهره پیوست و دوازده سال در آنجا اقامت گزید. در سال ۱۹۳۲ مفتی یافا شد. وی در سوریه و فلسطین مناصب دینی در زمینه‌های تدریس، وعظ، ارشاد، امامت، خطابه و صدور فتوا داشت. در مکه در ایام حج درگذشت. از او مؤلفات دینی و ادبی و دو دیوان شعر برجای مانده است، برخی چاپ‌شده و برخی نسخهٔ خطی هستند. الیعقوبی که با لقب «حسّان فلسطین» شناخته می‌شد، یکی از شاعران فلسطینی در اواخر دوران عثمانی و اوایل قیمومیت بریتانیا است که با شعر خود در رویدادهای آن زمان با چاپ آن‌ها را در روزنامه‌ها، شرکت کرد. سلیم الیعقوبی از شاعران پیشگام عرب بود که با شعرهای خود با ایدهٔ میهن ملی یهود مخالفت کردند و خواهان اتحاد اسلامی و گردهمایی حول خلیفهٔ عثمانی بودند. او همچنین یکی از کسانی بود که علیه انقلاب بزرگ عربی فعالیت می‌کردند، هرچند آرای سیاسی‌اش بعد از جنگ جهانی اول تغییر یافت.

## زندگی و پیشه
سلیم بن حسن الیعقوبی در سال ۱۸۸۰ شهر لُد نزدیکی یافا، متصرفیه قدس، امپراتوری عثمانی، به دنیا آمد و در آنجا بزرگ شد. خانوادهٔ الیعقوبی اصالت مغربی دارند و در عسقلان و لُد ساکن شدند، به اصول دین اسلام پایبند بودند. پدرش حسن الیعقوبی از علمای شهر لد و دانش‌آموختهٔ الازهر بود. او ابتدا نزد پدرش حسن یعقوبی تحصیل کرد، سپس به دبستان شهر خود رفت و پس از پایان تحصیلات در آنجا، از سوی پدرش به قاهره رفت تا در الازهر به تحصیل بپردازد. دوازده سال را در آنجا گذراند. در آنجا به یادگیری علوم دینی و علوم زبان عربی مانند نحو، صرف، بلاغت، عروض و خطابت پرداخت. او در طول تحصیل در الازهر، خود را وقف حفظ گزیده‌های شعر عربی، اعم از کهن و مدرن، کرد؛ تا اینکه اندوختهٔ زیادی حفظ نمود که به او امکان می‌داد در مناسبت‌های خاص شعر بخواند.او خود را با کنیهٔ ابوالاقبال شناساند.
در سال ۱۹۰۴ به کشورش بازگشت و به عنوان مفتی شهر یافا در سال ۱۹۳۲ منصوب شد. سپس با هیئت اعزامی جمال پاشا به دار الخلافهٔ اسلامی در سال ۱۹۱۶ سفر کرد. او در آفرینش ادبی پرکار بود و روزنامه‌های مهم فلسطینی، اشعار طولانی او را در بیشتر مناسبات بین سال‌های ۱۹۰۸ و ۱۹۱۴ منتشر کردند. این اشعار او ماهیت اسلامی داشت که در آن از اتحاد اسلامی و خلیفهٔ عثمانی مسلمانان دفاع و به انقلاب بزرگ عربی و مسئولین آن حمله می‌کرد که در رأس آن‌ها شریف حسین بن علی قرار داشت.
الیعقوبی از حکومت عثمانی حمایت می‌کرد و خلیفه را می‌ستود، اما پس از جنگ جهانی اول، وارد مرحلهٔ جدیدی شد، زمانی که جنبش ملی که خواستار استقلال و اتحاد عرب‌ها بود. پس از کودتای ۱۹۱۲ علیه سلطان عبدالحمید، گسترش فساد اداری، سیاسی و اقتصادی و سرکوب آزادی‌های عمومی، حمایت از عثمانی‌ها را متوقف کرد.او در اشعار خود که در روزنامه‌های فلسطینی به ویژه روزنامهٔ «الصراط المستقیم» منتشر شد، به مقاومت در برار ایجاد وطن ملی برای یهودیان در فلسطین دامن زد. شعر او در میان توده‌های مردمی که به آنها وابسته شده بودند، محبوبیت زیادی داشت. علاقهٔ او به نشر علم دینی در میان مردمش به حدی رسید که در مسجد حسن بیگ یافا، زبان عربی را به هر که می‌خواست می‌آموخت. الیعقوبی در مقالات و اشعار خود، مدام به مقامات قیمومیت بریتانیا حمله می‌کرد و تصاحب سرزمین فلسطین که مهاجرت صهیونیست‌ها را آسان می‌ساخت، محکوم می‌کرد. او در میان شاعرانی بود که با شعرهای خود در برابر صهیونیسم و میهن ملی یهود مقاومت کردند. او مبارزات مردم خود را در انقلاب ۱۹۳۶ تجلیل کرد و مقاومت را برمی‌انگیخت. در دوران قیمومیت بریتانیا بر فلسطین، الیعقوبی به دلیل حمایت از ملی‌گرایی عربی به به زندان سیدی بِشر در اسکندریه در شمال مصر تبعید شد.
از زندان بازگشت و به عنوان واعظ داوطلب در مسجد حسن بیگ در محلهٔ المنشیه یافا مشغول به کار شد، جایی که برای حاضران، دروس دینی و زبان عربی رایگان ارائه می‌داد. در سال‌های قیمومیت بریتانیا، او همچنان در مجالس خود درس زبان می‌داد که بسیاری از جوانان به آن مراجعه می‌کردند و به گفتهٔ طاهر ادیب قلیوبی، به مثابهٔ «مربی نسل‌ها» درآمد.
سلیم الیعقوبی در سال ۱۳۵۹ هجری قمری / ۱۹۴۱ میلادی یا به قولی ۱۳۶۵ ق/ ۱۹۴۶ م در حال انجام مناسک حج یا عمره در مکه درگذشت و در همان‌جا به خاک سپرده شد. بزرگداشتی برای او در مصر برگزار شد که در آن تعدادی از شاعران شرکت کردند که مهم‌ترین آنها خلیل مطران بود.

## آثار و شعر او
او نویسندهٔ دو دیوان شعری معروف «حسنات الیراع» و «النظرات السبع» است. او اشعار منتشر شده خود را تحت تأثیر شاعر پیامبر محمد بن عبدالله، حَسّان بن ثابت، با لقب «حسّان فلسطین» امضا می‌کرد و به کنیهٔ «ابوالاقبال» در شعر نیز شهرت داشت. شکیب ارسلان، در مورد نام و لقب او در یکی از سمینارها بالبداهه گفت:
| باهَت فلسطینُ بیعقوبیِّها   |  | وغدتْ تبثُّ بِنظمِهِ أحزانَها |
| ماذا أقول به وحسبی جملةً |  | هذی فلسطینُ وذا حسّانُها  |

در «معجم البابطین برای شاعران عربی در دو قرن نوزدهم و بیستم» دربارهٔ شعر او آمده است:
در تار و پود اشعار او بقایای سنت، رگه‌هایی از پیروی، تلاش برای نوآوری و گوش دادن شاعر به حرف خود، دیده می‌شود. او شعرهای ملی‌گرایانه سرود و با رویدادهای زمان خود بسیار تعامل داشت: در شعر، گفتار و کردار… همچنین رباعیات و موشحات نگاشت…— معجم البابطین، 
در سفرهایش به کشورهای عربی، به ویژه به مصر رفت و آمد فراوانی داشت و در آنجا دوستی‌های ادبی و فرهنگی فراوانی برقرار کرد. با شاعران آنجا مانند احمد شوقی، حافظ ابراهیم و خلیل مطران دوستی داشت و در محافل ادبی از جایگاه و احترام برخوردار بود.ابوالاقبال چنان در فخر و حمد می‌نمود که از نود بیت می‌گذشت و در آن به ارزش‌های سنتی موروثی می‌پرداخت. «الحمیدیات» یکی از فصول نخستین مجموعه اشعارش، «حسنات الیراع» است که شامل فصولی با عناوین: الهیات، دهریات، حمیدیات، مدح‌های عام، مراثی، تبریکات، رویدادهای اجتماعی و نبویات می‌باشد.آخرین مجموعهٔ او، منتشرشده در ۱۹۳۰، «النظرات السبع»، یکی از تحول‌ها در شعر فلسطین به‌شمار می‌رود که در آن از رکود فکری و ادبی حاکم رهایی یافت. تجربه، آگاهی سیاسی و مشارکت الیعقوبی در رویدادها، در این دیوان او برجسته شده است.
او علاوه بر شعر، آثار دینی نیز نگاشت. فهرستی از مؤلفات او:
- حسنات الیراع: دیوان شعر جوانی او
- حکمة الإسلام: رساله
- الاتحاد الإسلامی
- المنهج الرفیع فی المعانی والبدیع
- حسّان ابن ثابت
- سعودیات
- النظرات السبع:، دیوان شعرش، ۱۹۳۰